# The Millennium Bell
The Millenium Bell es el 20.º álbum de Mike Oldfield, lanzado en 1999. La temática principal es un reflejo sobre diferentes periodos de la historia de la humanidad. Toma su nombre del amanecer del tercer milenio y de la serie de álbumes de Tubular Bells. Fue la parte principal del concierto de Oldfield para las celebraciones del año nuevo en Berlín el 31 de diciembre de 1999.

## Grabación y lanzamiento
Oldfield grabó la mayoría del álbum en su estudio particular, en Roughwood Studios, Berkshire, y las orquestaciones en un solo día en los estudios Abbey Road con la Orquesta de Sesión de Londres. Fue el tercer álbum de Oldfield en menos de un año tras haber lanzado anteriormente Tubular Bells III en 1998 y Guitars en 1999. También fue el primer álbum de Oldfield en estar disponible en formato Minidisc.

## Concierto Millenium
Un concierto en directo y gratuito de la segunda parte del disco sumado a algunos viejos temas se ofreció en Berlín, Alemania en la Nochevieja de 1999, con un asistencia de aproximadamente 500 000 personas. Más tarde se lanzó un DVD y más tarde un CD bajo el título "The Art in Heaven Concert".

## Análisis del álbum
El tema principal del álbum es la vista de los dos mil primeros años después del nacimiento de Jesús de Nazaret a través de series de episodios que describen momentos importantes en la historia, así como diferentes aspectos de la humanidad. El álbum es ecléctico en cuanto al estilo, pasando de pasajes con majestuosos coros y orquestación de banda sonora a texturas de New Age y sonidos étnicos hasta el pulso más fuerte de la percusión electrónica.

### Peace on Earth
El tema de apertura "Peace on Earth" es básicamente una canción de Navidad que se refiere a la resurrección de Cristo, portador de la paz en la Tierra. El principal aspecto, la esperanza.

### Pacha Mama
Mezclando electrónicamente percusiones étnicas, "Pacha Mama", está basada en la música de los incas - Mike Oldfield hizo una visita al Perú- y, en un sentido más amplio, a los nativos americanos, tanto del norte como del sur, en la era precolombina, antes de un año importante en la historia del hombre, 1492.

### Santa María
Santa María- que coge el nombre de la nao Santa María de Cristóbal Colón - es sobre el año de las exploraciones y desmenuza el descubrimiento de América por los europeos. Lo más importante del tema es el coro casi sagrado, en honor al sentimiento religioso que había durante el viaje.

### Sunlight Shining Through Clouds
El estribillo de la canción lo escribió un clérigo anglicano John Newton, autor de Amazing Grace, quien por algún tiempo había sido el capitán del barco de esclavos "The Duke of Argyle" y más tarde un duro abogado a favor de la abolición de la esclavitud. El tema, que cuenta con unos cuantos temas africanos, se refiere al mercado de esclavos. Oldfield visitó Goree Island, en la costa senegalí y conocida por su puerto de esclavos, si bien ahora es una ermita. También cuenta con fuertes influencias del góspel- una insinuación a los descendientes de esclavos en Norteamérica y la cultura y música que establecerán en el futuro. El principal aspecto es la capacidad del ser humano para explotar a otro.

### The Doge's Palace
Impulsado por el implacable pulso de la percusión electrónica y combinada con voces masculinas de ópera y violines, "The Doge's Palace" da un salto a Europa, a la República de Venecia, una gran potencia comercial. El tema se refiere a los tres "Dogos" venecianos, Pietro Polani, Enrico Dandolo y Francesco Donato. "The Doge's palace" se refiere a la Europa del segundo milenio, donde las uniones de las ciudad, región y/o país, organizadas mayoritariamente por motivos mercantiles, jugaban un importante papel en el establecimiento de varias formas de organización social, y que se convirtieron en el pavimento que provocó el nacimiento de los nuevos países y de sus relaciones.

### Lake Constance
"Lake Constance", el primer tema completamente instrumental, se refiere a la época del romanticismo en Europa, movimiento que evocaba espontáneas emociones y sentimientos, haciendo de ellos la mayor fuente que los humanos tenían para percivir el mundo, al contrario que el racionalismo. Musicalmente hablando, se refiere a la música del romanticismo; es decir, la época de Berlioz, y habla del Lago de Constanza en la frontera germano-suiza. Lo hace para recordar que la belleza de la naturaleza sirvió de inspiración para los artistas románticos. El tema se refiere a la capacidad humana para crear arte.

### Mastermind
"Mastermind" nos lleva directamente a 1920, la época de la prohibición en EE. UU. y el auge del crimen organizado moderno. Su aspecto oscuro, sintético y clandestino se basa en las películas de gánsteres de 1930 y 1940.

### Broad Sunlit Uplands
Otra de los temas instrumentales, "Broad Sunlit Uplands" coge su nombre de uno de los discursos más famosos de Winston Churchill, y se refiere al comienzo de la Segunda Guerra Mundial. Para saber lo que Churchill posiblemente sintió durante los días de la Operación León Marino, Oldfield visitó el lugar de nacimiento de Churchill, el Palacio de Blenheim. El tema relata el sucio fenómeno de la guerra.

### Liberation
La pronunciación de la palabra "Liberation" es un fragmento del Diario de Anna Frank, lo hace la hija de Mike Oldfield, Greta. Greta Hegerland-Oldfield tenía, a la hora de grabar el disco, más o menos la edad de Anna cuando escribió el diario. El tema se refiere al final de la Segunda Guerra Mundial, al comienzo de la Guerra Fría y el comienzo de la era de la televisión y de los medios digitales.

### Amber Light
"Amber Light", con algunas palabras en xhosa, traducido como "Hay luz al final del túnel" se refiere al fin del apartheid en Sudáfrica y también la vuelta de los milenios- una vista al nuevo, desconocido pero esperanzador futuro.

### The Millenium Bell
El álbum concluye con el título del disco, refiriéndose musicalmente a todas las pistas del disco y a la danza tradicional de los cosacos, a modo de resumen de los dos mil años y al futuro. El tema tiene una sensación electrónica/disco al haber sido arreglada por el artista ibizenco DJ Pippi.

## Lista de temas
Todas las canciones compuestas por Mike Oldfield, excepto "Sunlight Shining Through Cloud", el cual incluye textos escritos por el Capitán John Newton, mientras que la música fue compuesta por Mike Oldfield.
1. "Peace on Earth" – 4:10
2. "Pacha Mama" – 4:05
3. "Santa María" – 2:44
4. "Sunlight Shining Through Cloud" – 4:33
5. "The Doge's Palace" – 3:07
6. "Lake Constance" – 5:16
7. "Mastermind" – 3:03
8. "Broad Sunlit Uplands" – 4:03
9. "Liberation" – 2:38
10. "Amber Light" – 3:42
11. "The Millennium Bell" – 7:37

## Personal
- Mike Oldfield – Guitarras eléctricas, guitarras acústicas, teclados, percusión, programación, voces, productor y compositor.
- Ben Darlow – Ingeniero de grabación.
- Robyn Smith – Director de orquesta y coro y arreglos.
- Orquesta de Sesión de Londres (en "The Doge's Palace"; "Broad Sunlit Uplands" y "The Millennium Bell").
- El Coro Händel de Londres (en "Peace on Earth", "Pacha Mama", "The Doge's Palace", "Liberation", "Amber Light" y "The Millennium Bell").
- El Coro Góspel de Grant (en "Pacha Mama", "Sunlight Shining Through Cloud", "Liberation", "Amber Light" y "The Millennium Bell").
- Nicola Emmanuel – Voces (en "Pacha Mama", "Amber Light" y "The Millennium Bell").
- David Serame – Voces (en "Pacha Mama", "Amber Light" y "The Millennium Bell").
- Miriam Stockley – Voces (en "Pacha Mama", "Liberation", "Amber Light" y "The Millennium Bell").
- Camilla Darlow – Voces (en "Peace on Earth" y "Santa María").
- Andrew Johnson – Voces (en "Amber Light").
- Gota Yashiki – Batería (en "Mastermind", "Liberation", "Amber Light" y "The Millennium Bell").
- Martay – Voces (en "Sunlight Shining Through Cloud").
- Pepsi Demacque – Voces (en "Sunlight Shining Through Cloud" y "The Millennium Bell").
- Greta Hegerland-Oldfield - Narración (en "Liberation").
- DJ Pippi - Arreglos (en "The Millennium Bell").